# Tenis stołowy na Igrzyskach Panamerykańskich 2011
Tenis stołowy na Igrzyskach Panamerykańskich 2011 odbywał się w dniach 15 – 20 października 2011 roku. Osiemdziesięciu zawodników obojga płci rywalizowało w CODE Dome łącznie w czterech konkurencjach.

## Podsumowanie
| Klasyfikacja medalowa | Klasyfikacja medalowa | Klasyfikacja medalowa | Klasyfikacja medalowa | Klasyfikacja medalowa | Klasyfikacja medalowa |
| Miejsce               | Państwo               | Złoto                 | Srebro                | Brąz                  | Razem                 |
| --------------------- | --------------------- | --------------------- | --------------------- | --------------------- | --------------------- |
| 1                     | Dominikana            | 1                     | 1                     | 1                     | 3                     |
| 2                     | Argentyna             | 1                     | 1                     | 0                     | 2                     |
| 3                     | Brazylia              | 1                     | 0                     | 0                     | 1                     |
| =                     | Kanada                | 1                     | 0                     | 0                     | 1                     |
| 5                     | Meksyk                | 0                     | 1                     | 1                     | 2                     |
| 6                     | Wenezuela             | 0                     | 1                     | 0                     | 1                     |
| 7                     | Stany Zjednoczone     | 0                     | 0                     | 3                     | 3                     |
| 8                     | Kuba                  | 0                     | 0                     | 1                     | 1                     |
| =                     | Kolumbia              | 0                     | 0                     | 1                     | 1                     |
| =                     | Ekwador               | 0                     | 0                     | 1                     | 1                     |
| Razem                 | Razem                 | 4                     | 4                     | 8                     | 16                    |

### Medaliści
| Konkurencja    | 1. miejsce                                                | 2. miejsce                                                   | 3. miejsce |
| Mężczyźni      | Mężczyźni                                                 | Mężczyźni                                                    | Mężczyźni |
| -------------- | --------------------------------------------------------- | ------------------------------------------------------------ | --- |
| Gra pojedyncza | Song Liu                                                  | Marcos Madrid                                                | Alberto Mino Lin Ju                                                                                               |
| Drużynowo      | Brazylia · Hugo Hoyama · Gustavo Tsuboi · Thiago Monteiro | Argentyna · Pablo Tabachnik · Song Liu · Gaston Alto         | Kuba · Andy Pereira · Jorge Campos · Pavel Oxamendi · Meksyk · Marcos Madrid · Guillermo Munoz · Jude Okoh        |
| Kobiety        |                                                           |                                                              | |
| Gra pojedyncza | Mo Zhang                                                  | Wu Xue                                                       | Lily Zhang Ariel Hsing                                                                                            |
| Drużynowo      | Dominikana · Wu Xue · Johenny Valdez · Eva Brito          | Wenezuela · Fabiola Ramos · Ruaida Ezzeddine · Luisana Perez | Stany Zjednoczone · Ariel Hsing · Lily Zhang · Erica Wu · Kolumbia · Paula Medina · Luisa Zuluaga · Johana Araque |